# 叙利亚-玛兰卡礼天主教会
敘利亞-瑪蘭卡禮天主教會（英語：Syro-Malankara Catholic Church）是天主教會的一部分，為安提約基亞（安提約基亞或西敘利亞）禮拜儀式傳統的一個分支，是東儀天主教會的23個成員之一。該教會與教宗完全共融，直屬聖座。現任大總主教為巴塞利奧斯·克利米斯·托通克爾（Baselios Cleemis Thottunkal）樞機。

## 歷史

### 聖多默傳入印度
公元53年，聖多默宗徒（英語：St. Thomas the Apostle ,又稱聖多馬）來到今天印度的喀拉拉邦（英語：Kodungalloor）。它在當地傳教，並在印度不同的地方建立基督教會，而當時主要在咯拉拉邦和奎隆等。他於公元72年12月21日，死於印度麥拉坡（Mylapore）。

### 與東敘利亞的關係
由於，早期聖多默教會信徒，與後來被稱為東方教會的基督信仰組織有一定的往來。使該教會的禮儀及教理，與其她東方教會非常相似，所以學者將她歸類為東敘利亞禮。但該教會還保留一定的獨特，特別是教會管理、社會文化和禁慾主義。至少從公元4世紀至16世紀為止，該教會的主教由東敘利亞馬拉巴教會所任命，但只是任命權。

### 葡萄牙人到來

聖多默教會的分支圖

於1498年5月20日，葡萄牙探險家瓦斯科·達伽馬（英語：Vasco da Gama)到達印度西部的卡里卡特。他和傳教士，除了在馬拉巴發現聖多默教會的基督徒外，在印度其他地區都沒有發現基督徒。他們第一與該教會接觸時，非常友好，並互相交換禮物。後來，由於該教會與拉丁禮的天主教會，在禮儀和教理方面有一定的差異。而且，葡萄牙傅教士開始干預，他們懷疑印度的基督徒是異端。要求將該教會的禮儀和管理改用拉丁禮方式，並斷絕與東敘利亞的通信。使相方關係越來越緊張。1533年1月31日和1558年，葡萄牙在果亞和柯枝成立拉丁禮天主教教區。希望可以從而加強對聖多默教會的信徒的管理。當時，喀拉拉邦教會被定為是來自波斯景教，即異端。

### 禮儀衝突
由於聖多默教會抵抗天主教會的拉丁化。於1653年，在聖多默教會的總執事的帶領下他們開始拒絕接受耶穌會主教的管理。
為了解決這衝突，教廷派遣了兩位加爾默羅會的神父賽巴斯汀及海厄森斯至印度調解。1655年，賽巴斯丁神父先到達果阿，並與聖多默基督徒們的領袖總執事多默一世協調雙方的衝突。最後在1662年，協調的加爾默羅會神父選出116間教堂，其中32間交由多默一世管理，這32間教堂就成為日後的瑪蘭卡禮教會。1665年，敘利亞正教會派遣瑪·額我略主教到達印度試圖找回與多默基督徒們的關係。最後，由於與拉丁禮天主教的衝突的餘波多默一世帶著一部份的多默基督徒們回歸敘利亞正教會。而選擇留在天主教的則形成了瑪拉巴禮天主教。
1930年，瑪蘭卡教會的貝瑟尼主教伊凡尼斯（Ivanios）又帶領一群信徒改宗天主教，因此才形成了瑪蘭卡禮天主教會。

## 現況
現時，該教會的信徒有436,870人，他們主要分佈在印度東南部的喀拉拉邦，中東和美國等地區。該教會在全球設立了692個堂區由一個總教區、一個大總教區、7個東方禮教區和兩個宗座代牧區，的14位主教管理。546位神父、1,688位修女。該教會主要在禮儀中使用馬拉雅拉姆語、英語 、德語和泰米爾語等。

## 教省

### 特里凡得琅教省
- 敘利亞-瑪蘭卡禮天主教特里凡得琅大總教區
  - 敘利亞-瑪蘭卡禮天主教馬爾滕德姆教區
  - 敘利亞-瑪蘭卡禮天主教馬韋利克卡拉教區
  - 敘利亞-瑪蘭卡禮天主教帕塔南蒂塔教區
  - 敘利亞-瑪蘭卡禮天主教伯拉薩拉教區
  - 敘利亞-瑪蘭卡禮天主教克德基宗座代牧區

### 蒂魯瓦爾拉教省
- 敘利亞-瑪蘭卡禮天主教蒂魯瓦爾拉總教區
  - 敘利亞-瑪蘭卡禮天主教巴泰里教區
  - 敘利亞-瑪蘭卡禮天主教穆瓦特圖普扎教區
  - 敘利亞-瑪蘭卡禮天主教普圖爾教區
  - 敘利亞-瑪蘭卡禮天主教古爾岡教區

### 宗座代牧區
- 敘利亞-瑪蘭卡禮天主教克德基宗座代牧區
- 敘利亞-瑪蘭卡禮天主教美國宗座代牧區

### 統計
根據2012年宗座年鑑，敘利亞-瑪蘭卡禮天主教會約有436,870名信徒
| 教區               | 信徒    | 主教 | 堂區 | 教區神父 | 修會神父 | 修士 | 修女 | 神學院 |
| ------------------ | ------- | ---- | ---- | -------- | -------- | ---- | ---- | ------ |
| 特里凡得琅大總教區 | 219,437 | 2    | 81   | 131      | 24       | 97   | 578  | 100    |
| 帕塔南蒂塔教區     | 37,500  | 1    | 100  | 64       | 6        | 6    | 110  | 26     |
| 馬爾滕德姆教區     | 65,715  | 1    | 82   | 40       | 7        | 14   | 178  | 21     |
| 馬韋利克卡拉教區   | 24,083  | 1    | 95   | 56       | 7        | 9    | 145  | 23     |
| 蒂魯瓦爾拉總教區   | 40,000  | 3    | 132  | 112      | 25       | 54   | 285  | 37     |
| 巴泰里教區         | 25,000  | 1    | 102  | 77       | 8        | 8    | 274  | 25     |
| 穆瓦特圖普扎教區   | 12,435  | 1    | 64   | 41       | 8        | 24   | 82   | 13     |
| 普圖爾教區         | 2,700   | 1    | 24   | 14       | 7        | 8    | 20   | 3      |
| 美國宗座代牧區     | 10,000  | 1    | 12   | 11       | 1        | 1    | 16   | 4      |
| 總計               | 436,870 | 12   | 692  | 546      | 93       | 221  | 1688 | 252    |

## 北印度敘利亞-瑪蘭卡禮天主教會
現在，於印度北部有39個敘利亞-瑪蘭卡禮天主教社區，包括班加羅爾、 清奈、加爾各答、新德里、孟買、浦那和海得拉巴等地區。

## 世界各地教會

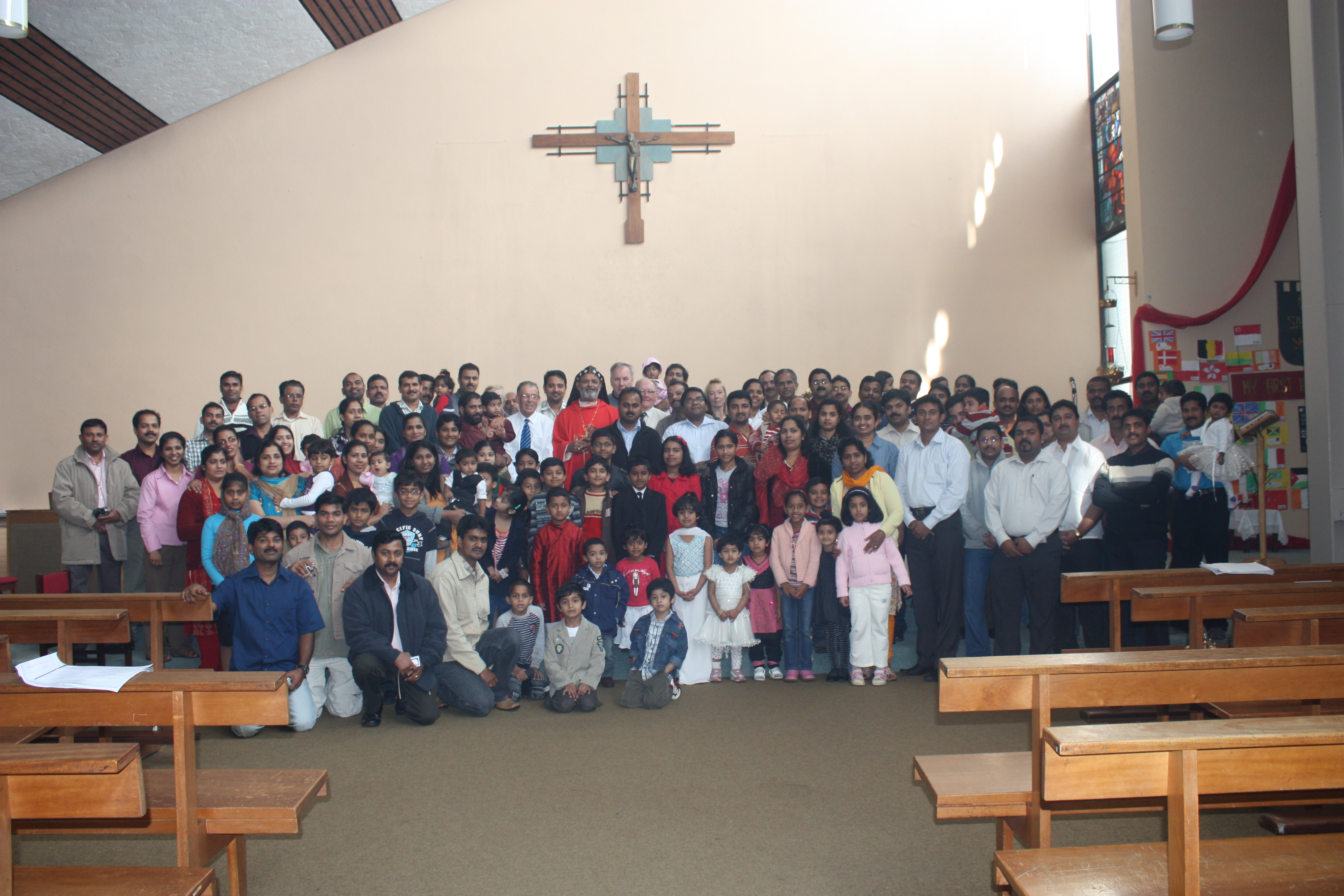
在愛爾蘭的敘利亞-瑪蘭卡禮天主教徒及Mavelikara教區主教

### 美國
於2010年7月15日，教宗本篤十六世在美國成立該教會第一個宗座代牧區，名為美國宗座代牧區並任命多默‧奈克坎帕拉姆皮爾為首位宗座代牧。於2010年代牧區有教友10,000人、16個堂區、15名司鐸。

### 加拿大及歐洲
2010年7月，教宗本篤十六世任命一名宗座視探員（英語：Apostolic Visitor）負責管理和牧養在加拿大及歐洲的敘利亞-瑪蘭卡禮信徒。而他們的堂區和社區，主要分佈在加拿大、德國、愛爾蘭、意大利、瑞士和英國等國家。

### 中東
目前，中東有13個敘利亞-瑪蘭卡禮社區，它們主要分佈在巴林、科威特、阿曼、卡塔爾和阿拉伯聯合酋長國。由於，堂區（在卡塔爾已經設立了堂區）尚未組織。所以，敘利亞-瑪蘭卡禮在中東沒有設立教區管轄，它們的信徒主要由拉丁禮的北阿拉伯宗座代牧區和南阿拉伯宗座代牧區，負責管理和牧養。

## 外部連結
- 敘利亞-瑪蘭卡禮天主教會官方網站（页面存档备份，存于）